# Шарифуллин, Борис Яхиевич
Бори́с Яхиевич Шарифу́ллин (башк. Барыс Яхъя улы Шәрифуллин; 26 ноября 1952, Ленинград — 23 февраля 2018, Лесосибирск, Красноярский край) — советский и российский лингвист, доктор филологических наук (1998), профессор Лесосибирского педагогического института — филиала Сибирского федерального университета.

## Биография
Родился в башкирской семье военнослужащего и учительницы.
Школу окончил во Владивостоке в 1970 году. Первая научная публикация вышла в свет на втором курсе обучения в Новосибирском государственном университете в 1972 году. В 1975 году окончил НГУ, защитив диплом с отличием, в 1978 году — аспирантуру. Кандидатская диссертация «Из истории славянской архаичной префиксации в русском языке» была защищена в начале 1982 года в Томском университете. Работал преподавателем латинского языка в Новосибирском пединституте, с 1979 года — младшим научным сотрудником Отдельной проблемной лаборатории искусственного интеллекта НПО «Импульс» при Вычислительном центре СО РАН.
С января 1983 года работал в Лесосибирском педагогическом институте — филиале Сибирского федерального университета (старшим преподавателем, затем заведующим кафедрой); доцент — с 1988 года, профессор — с 1999 года.
В 1998 году в Томском университете успешно защитил докторскую диссертацию «Проблемы этимологического изучения русской лексики Сибири (экспрессивный фонд языка)». С 2001 года руководил лабораторией речевой коммуникации ЛесПИ СФУ. В том же году избран академическим советником Сибирской академии наук высшей школы (САН ВШ), в 2003 году — её членом-корреспондентом. Являлся членом Российской ассоциации исследователей и преподавателей риторики.
Борис Яхиевич Шарифуллин умер 23 февраля 2018 года в городе Лесосибирске Красноярского края

## Научная деятельность
Сфера новаторских научных исследований: изучение языка сибирского города, региональные аспекты лингвоэкологии, исследование речевой коммуникации, языка политики и рекламы, речежанроведение. По оценкам специалистов, являлся одним из немногих профессионалов-лингвистов в этой области. Один из первых в Сибири стал также заниматься проблемами юрислингвистики и гендерной лингвистики. С 2002 года — член Гильдии лингвистов-экспертов по документационным и информационным спорам.
Являлся членом редколлегий и редакционных советов специализированного вестника «Речевое общение» (СФУ), научного журнала «Lingua Siberia» (СФУ), международного научного журнала «Экология языка и коммуникативная практика» (Language Ecology and Communication; СФУ), периодического научного сборника «Проблемы иноязычного образования: теория и практика». Главный редактор научных сборников по материалам Международных филологических Грибовских чтений.

### Основные работы
Книги
- Проблемы этимологического изучения русской лексики Сибири. — Красноярск: КГУ, 1994. — 196 с.;
- Историко-лингвистический словарь трилогии А. М. Бондаренко «Государева вотчина». — Красноярск, 2008. — 386 с.;
- Языковая картина мира The Beatles. (недоступная ссылка) Когнитивно-типологическая реконструкция. — Lambert Academiс Publishing. Saarbrucken, 2014. — 230 c.;
- Педагогические идеи в творчестве В. П. Астафьева: Учебник. Изд. 3, испр. доп. М.: АПК, 2015. — 270 с. (в соавт. с Т. Е. Васильевой, О. Г. Панченко).

Статьи
- Лингвистическая экология: национальные и региональные проблемы // Теоретические и прикладные аспекты речевого общения. Науч.-метод. бюл. Вып. 1. Красноярск; Ачинск, 1996;
- Языковая политика в городе: право языка vs. языковые права человека (право на имя) // Юрислингвистика-2: русский язык в его естественном и юридическом бытии. -Барнаул, 2000. — С. 172—181;
- Языковая агрессия и языковое насилие в свете юрислингвистики: проблема инвективы // Юрислингвистика. 2004;
- Проблема инвективы: лингвистический и юрислингвистический статус // Юрислингвистика. 2007;
- «Полет русской души»: опыт несостоявшейся юрислингвистической экспертизы одного рекламного текста // Журналист. — 2005. — № 10. — С. 82-83;
- Контрастивная концептология в лингводидактическом аспекте // Мир в зеркале языка: лингводидактическая парадигма: коллективная монография, гл.1 / под общ. ред. проф. Б. Я. Шарифуллина. Красноярск: Сибирский федеральный университет, 2011. — С.8-24. (в соавт. с Г. А. Юзифович).;
- Лингвистическая терминология «нового времени»: разрыв теории и практики или «новая» парадигма? // Вестник Челябинского государственного университета. Вып. № 24 / 2011;
- Гипержанры и гипержанровые сценарии в вербальной и невербальной коммуникации // Гуманитарные и социальные науки. — 2012. — № 6. — С. 132—144;
- Инвективность и лакунарность: феномены современной речевой коммуникации // Nauka: teoria i praktyka. Materialy VIII Miedzinarodowej naukowi-praktycznej konferencji. 07-15 sierpnia 2012 roku. Vol.6. Pedagogiczne nauki. Filologiczne nauki. — Przemysl: Nauka i studia, 2012. — S. 81-85;
- В. П. Астафьев как писатель и как языковая личность // Язык и культура. Новосибирск: ЦРНС, 2013. — С. 204—235;
- Учебные дисциплины вузовского речеведческого цикла на фоне Болонского процесса // Alma mater. Вестник высшей школы: ежемесячный научный журнал. М., 2013. № 8. — С. 87-91;
- Языковая игра в интернет-коммуникации. Глава 11 // Интернет-коммуникация как новая речевая формация / науч. ред. Т. Н. Колокольцева, О. В. Лутовинова. 2-е изд., стер. — М.: ФЛИНТА — Наука, 2014. — С. 203—219;
- Общая характеристика речевой ситуации в российском городе начала XXI века // Экология языка и коммуникативная практика: Научный журнал / ИФиЯК. Красноярск: СФУ, 2014. № 1. С. 67-85;
- Омофония как явление речевой коммуникации в экспрессивном пространстве языка // Экология языка и коммуникативная практика: сетевое научное издание. Красноярск: СФУ, 2015. № 1. С. 135—145.